# Élection à la direction du Parti travailliste britannique de 1932
L'élection à la direction du Parti travailliste de 1932 a eu lieu en 1932 pour élire le chef du Parti travailliste à la suite de la défaite des travaillistes aux élections générales de 1931. Les travaillistes passent de 287 députés en 1929 à 46 lors de ces élections. Le chef du parti, Arthur Henderson est lui-même battu. 
Parmi les 46 députés élus lors de ce scrutin, figure George Lansbury qui est l'un des plus anciens parlementaires travaillistes. Ce dernier est le seul candidat, il est donc élu chef du parti. Il succède ainsi à Arthur Henderson.